# 田际云
田际云（1864年—1925年），原名麟瑞，后改名瑞麟，乳名虎儿，艺名响九霄（原为想九宵，又作想九霄、响九箫），原籍河北高阳县，出生于河北省定兴县。河北梆子演员、戏剧活动家。

## 生平
田际云幼时就渎于村塾，爱好戏曲；十二岁时入涿州（今河北涿县）双顺科班学戏，习花旦兼习小生，后科班解散，班主带他到北京，又赴热河、天津演出。后应邀赴上海，与黄月山、达子红、孙彩珠、陆肖芬、谭鑫培同演于金桂茶园一回京后，加入瑞胜和班（后于光绪十九年改组为宝胜和）梆子、皮簧同台演出。后自组小玉成科班，收徒均用玉字排名，如张玉峰、李玉奎等再次赴沪返京后又起大玉成班，邀黄月山、一阵风、杨娃子、张黑、李吉瑞参加。时小福病逝后，田际云继任北京精忠庙会首，并被选人升平署外学。据传在宫内演戏时，他曾为当时维新派人士传递消息，戊戌变法失败，逃亡上海。三年后返回北京。
1901年，重建天乐团（今鲜鱼口大众剧场原址），起小吉祥科班。光绪末年，与票友乔荩臣等设戒烟会，编演《黑籍冤魂》、《拿罂粟花》等剧，筹款救济吸鸦片者。他还根据杭州惠兴女士为兴办学堂而自杀的事件而编写改良出戏剧《惠兴女士》，亲自饰演惠兴，引起了很大反响。1911年，又因邀请演员王钟声、刘艺舟等人，在他所经营的天乐园表演，被清政府以“编演新戏，诋毁朝廷”为罪名拘禁百日。10月辛亥革命后，发起组织艺人群众团体正乐育化会，由谭鑫培和他分别担任正副会长。他还倡办赈灾义演，并成立北京第一个女子科班崇雅社，培养出一批女演员。1925年去世。
他除本生、花旦外，兼能演青衣、武生、老生、小生，如《十万金》的李翠莲、《乾元山》的哪吒、《伐子都》中的公孙子都、《天水关》中的诸葛亮、《蜜蜂记》中的蕈良才。擅演的剧目还有《珍珠衫》、《辛安驿》、《梅龙镇》、《英杰烈》、《跪楼》以及全本《春秋配》。